# 楊泰升
杨泰升（？—？），陕西临洮府蘭州人。明朝政治人物。

## 生平
萬曆四十六年（1618年）戊午科陕西乡试举人，天啓五年（1625年）联捷乙丑科進士，官宝坻县知县。

## 遗迹
兰州皋兰山下的五泉山有杨泰升所书“水石人心”匾额。